# Iphöfer Burgweg
Iphöfer Burgweg ist eine Großlage im Weinanbaugebiet Franken. Sie umfasst die Weinlagen um die Stadt Iphofen im unterfränkischen Landkreis Kitzingen und ist Teil der Bereiche Schwanberger Land und Weinparadies.

## Geografische Lage und Geologie
Die Weinberge der Großlage Iphöfer Burgweg liegen im Süden des Schwanbergs entlang des Steigerwaldanstiegs. Mittelpunkt der Großlage ist die Stadt Iphofen, die von drei Einzellagen umgeben wird. Von der Weinstadt aus ziehen sich die Lagen in Richtung Osten, wobei sie größtenteils den Steigerwaldbergen folgen. Teile der Lage Markt Einersheimer Vogelsang liegen im Naturschutzgebiet Schloßbergsattel bei Markt Einersheim. Etwas abseits befinden sich weiter im Süden die Willanzheimer Weinberge. Ursprünglich gehörten die Lagen der Großlage zum Bereich Steigerwald, seit 2017 sind sie Teil der neu geschaffenen Bereiche Schwanberger Land und Weinparadies.
Insgesamt nimmt die Großlage eine Fläche von etwa 320 ha (1993) ein und ist damit eine der größeren Großlagen des Anbaugebietes Franken. Naturräumlich gehören die Weinlagen zum Steigerwald und zu seinem Vorland. Die meisten Lagen gedeihen auf dem Gebiet des Schwanbergvorlandes mit seinem sanften Anstieg zum Steigerwald. Lediglich die südlicheren Weinlagen liegen in der ebenen Hellmitzheimer Bucht. Die Böden der Großlage spiegeln die naturräumliche Differenzierung nicht wider: Alle Lagen haben Keuperböden mit hohem Gipsanteil.

## Namensherkunft
Ähnlich wie die weiter westlich gelegene Großlage Rödelseer Schloßberg verweist der Iphöfer Burgweg auf die Burg- bzw. Schlossanlage auf dem Schwanberg, die über einen Aufgang erreicht werden kann. Der Schwanberg war bereits in vor- und frühgeschichtlicher Zeit besiedelt und blieb auch während der fränkischen Kolonisation wichtiger Kult- und Mittelpunktsort. Der Burgweg war noch 1975/76 eine eigenständige Weinlage mit 95 ha.

## Weinlagen
Die Liste der Weinlagen orientiert sich an einer Aufstellung aller bayerischen Weinlagen, die von der Regierung von Unterfranken herausgegeben wurde. Sie ist alphabetisch geordnet. In der zweiten Spalte sind die Gemarkungen vermerkt, auf denen sich die Weinlagen befinden. Weiterhin sind die Flächen der Weinlagen aufgeführt. Die Bodenbeschaffenheit und die überwiegende Zusammensetzung der Böden ist aus der Spalte Geologie ersichtlich. Anmerkungen enthalten wichtige historische Eckpunkte zu den einzelnen Lagen.
Insgesamt umfasst der Iphöfer Burgweg sechs Einzellagen. Mehrere davon ziehen sich über mehrere Gemarkungen hin, wobei sich die Weinreben-Arten  häufig auf einer Gemarkung konzentrieren (Beispiele: Markt Einersheimer Vogelsang, Possenheimer Vogelsang). Allerdings sind die Weinlagen wesentlich eindeutiger zuzuordnen als die Großlagen. Die Geokoordinate bezieht sich auf die größte Teilfläche der jeweiligen Lage. Teile der Lage Iphöfer Julius-Echter-Berg gehören auch zur Großlage Rödelseer Schloßberg. Eine Besonderheit bildet die namenlose Weinlage um Willanzheim, die anders als alle anderen Lagen der Großlage zum Bereich Weinparadies und nicht zum Bereich Schwanberger Land gehört.
| Name der Weinlage              | Gemarkung(en) (Gemeinde)               | Fläche (Jahr) | Geologie         | Geokoordinate                    | Anmerkungen                                                                                            |
| ------------------------------ | -------------------------------------- | ------------- | ---------------- | -------------------------------- | --- |
| Julius-Echter-Berg             | Iphofen                                | 163 ha (2019) | Gipskeuper       | 49° 43′ 4,3″ N, 10° 15′ 52,9″ O  | Insgesamt sechs Lagen wurden 1971 zum Julius-Echter-Berg zusammengefasst                               |
| Kalb                           | Iphofen                                | 68 ha (2019)  | Gipskeuper       | 49° 42′ 4,4″ N, 10° 17′ 2,2″ O   | Insgesamt vier Lagen wurden 1971 zum Kalb zusammengefasst                                              |
| Kronsberg                      | Iphofen                                | 198 ha (2019) | Gipskeuper, Lehm | 49° 42′ 45,3″ N, 10° 16′ 22″ O   | Eine der größten Lagen des Anbaugebietes. Insgesamt 13 Lagen wurden 1971 zum Kronsberg zusammengefasst |
| Mönchshütte (ehemals Stüblein) | Markt Einersheim, Possenheim (Iphofen) | 12 ha (2019)  | Gipskeuper       | 49° 41′ 26,4″ N, 10° 19′ 38,8″ O | |
| Vogelsang                      | Markt Einersheim, Possenheim (Iphofen) | 76 ha (2019)  | Gipskeuper       | 49° 41′ 58,4″ N, 10° 19′ 0,2″ O  | Insgesamt zehn Lagen wurden 1971 zum Vogelsang zusammengefasst                                         |
| ohne Namen                     | Willanzheim                            | unklar        | Gipskeuper       | 49° 40′ 52,2″ N, 10° 15′ 40,9″ O | Weinbau nördlich der Domherrnmühle, östlich von Willanzheim                                            |